# Playa Kanoa
Playa Kanoa is een strand op Curaçao, gelegen ten noorden van Willemstad. Het is een van de weinige bekendere stranden aan de noordkant van het eiland. Op het strand wordt aan surfen gedaan. In de buurt ligt een klein vissersdorpje.
Baya Beach · Blauwbaai · Daaibooi · Grote Knip · Jan Thielbaai* · Kleine Knip · Kokomo Beach · Playa Cas Abao* · Playa Fòrti · Playa Gipy · Playa Jeremi · Playa Kalki · Playa Kanoa · Playa Lagun · Playa Porto Marie · Playa Santa Cruz · Santa Barbara Beach* · Seaquarium Beach*

* privéstranden